# Rivas Vaciamadrid (métro de Madrid)
Ne doit pas être confondu avec Rivas-Vaciamadrid.
Rivas Vaciamadrid est une station de la ligne 9 du métro de Madrid, en Espagne, située sur la commune du même nom.

## Situation sur le réseau
La station de métro se situe entre Rivas Futura et La Poveda.

## Histoire
La station Rivas Vaciamadrid est ouverte au public le 7 avril 1999 lors de l'ouverture d'une extension de la ligne 9 au-delà de Puerta de Arganda, le nouveau terminus étant alors à Arganda del Rey.
L'opérateur chargé de cette section de ligne est TFM.